# Journal of Educational and Behavioral Statistics
Le Journal of Educational and Behavioral Statistics est une revue scientifique revue par les pairs publiée par Sage Publications au nom de l'American Educational Research Association (en) et de la Société américaine de statistique. Il couvre les méthodes statistiques et statistiques appliquées à l'éducation et aux sciences comportementales. Le journal a été créé en 1976 sous le titre Journal of Educational Statistics et a obtenu son nom actuel en 1994. Selon le Journal Citation Reports, le journal a en 2014 un facteur d'impact de 1.255.